# Jõgeva (gemeente)
Jõgeva (Estisch: Jõgeva vald) is een gemeente in de Estische provincie Jõgevamaa met 13.122 inwoners op 1 januari 2023 en een oppervlakte van 1.039,66 vierkante kilometer.
Jõgeva vald was tot in 2017 een zogenaamde "ringgemeente" (rõngasvald), een gemeente rondom een plaats die als bestuurscentrum fungeert, maar er zelf niet bijhoort, in dit geval de stad Jõgeva. De huidige gemeente ontstond in oktober 2017 uit een samenvoeging van Jõgeva vald met de stadsgemeente Jõgeva en de landgemeenten Palamuse en Torma. Bovendien kwamen vier dorpen uit de gemeente Puurmani en één dorp uit de gemeente Pajusi mee. De stad Jõgeva is nu de hoofdplaats van de gemeente.
De spoorlijn Tapa - Tartu loopt door de gemeente. Vägeva, Pedja, Jõgeva en Kaarepere hebben een station aan die lijn.

## Plaatsen
Tot de gemeente behoren:
- de stad (Estisch: linn) Jõgeva;
- grotere nederzettingen met de status van vlek (Estisch: alevik): Jõgeva alevik (niet te verwarren met de stad), Kuremaa, Laiuse, Palamuse, Sadala, Siimusti en Torma;
- dorpen (Estisch: küla): Alavere, Änkküla, Eerikvere, Ehavere, Ellakvere, Endla, Härjanurme, Imukvere, Iravere, Järvepera, Jõune, Kaarepere, Kaave, Kaera, Kaiavere, Kantküla, Kärde, Kassinurme, Kassivere, Kaude, Kivijärve, Kivimäe, Kodismaa, Koimula, Kõnnu, Kõola, Kudina, Kurista, Laiusevälja, Leedi, Lemuvere, Liikatku, Liivoja, Lilastvere, Lõpe, Luua, Mõisamaa, Mooritsa, Mullavere, Näduvere, Nava, Ookatku, Oti, Õuna, Paduvere, Painküla, Pakaste, Palupere, Patjala, Pedja, Pikkjärve, Pööra, Praaklima, Rääbise, Raadivere, Raaduvere, Rahivere, Rassiku, Reastvere, Rohe, Ronivere, Saduküla, Sätsuvere, Selli, Soomevere, Sudiste, Süvalepa, Tähkvere, Tealama, Teilma, Tõikvere, Tooma, Toovere, Tuimõisa, Vägeva, Vaiatu, Vaidavere, Vaimastvere, Väljaotsa, Vana-Jõgeva, Vanamõisa, Vanavälja, Varbevere, Vilina, Viruvere, Visusti, Võduvere, Võidivere en Võikvere.

## Geboren
- In Laiusevälja in 1866 de politicus Jaan Poska (1866-1920).
- In Järvepera in 1887 de schrijver Oskar Luts (1887-1953).
- In Rääbise in 1905 de taalkundige Paul Ariste (1905-1990).
- In de stad Jõgeva in 1906 de schrijfster Betti Alver (1906-1989).

Landgemeenten: Jõgeva · Mustvee · Põltsamaa